# Tetrablemma alterum
Espèce
Tetrablemma alterum est une espèce d'araignées aranéomorphes de la famille des Tetrablemmidae.

## Distribution
Cette espèce est endémique de Saipan aux Îles Mariannes du Nord,.
Sa présence est incertaine aux Palaos.

## Description
Le mâle décrit par Shear en 1978 mesure 1,11 mm et la femelle 1,13 mm.

## Publication originale
- Roewer, 1963 : Araneina: Orthognatha, Labidognatha. Insects Micronesia, vol. 3, no 4, p. 104-132 (texte intégral).